# 布貝爾河
60°44′13″N 56°32′30″E / 60.73694°N 56.54167°E
布貝爾河（俄语：Бубыл），是俄羅斯的河流，位於該國西部彼爾姆邊疆區，該河流屬於科爾瓦河的支流，河道全長約60公里，流域面積266平方公里。